# Leucophenga helvetica
Leucophenga helvetica är en tvåvingeart som beskrevs av Bachli, Vilela och Haring 2002. Leucophenga helvetica ingår i släktet Leucophenga och familjen daggflugor.
Artens utbredningsområde är Schweiz. Inga underarter finns listade i Catalogue of Life.